# كيسة بشرانية
الكيسة البشرانية (بالإنجليزية:Epidermoid cyst) هي عبارة عن كيسة حميدة توجد في الغالب على الجلد وتنمو من نسيج الأديم الظاهر. بالنسبة للفحص النسيجي، تتكون الكبسة من طبقة رقيقة من الخلايا الظهارية.

## العلامات والأعراض
قد لا تسبب الكيسة البشرانية أي أعراض. أو قد تسبب ألم عند لمسها. من الممكن أيضاً أن تتسبب في خروج صديد. من الشائع حدوثها جداً في النساء على الشفرتين الكبيرتين والصغيرتين. تختلف عن الكيسة الشعرية في أنها توجد في أماكن الجسم التي تحتوى على القليل من الشعر.
غالباً ما يصاحب الكيسة البشرانية ألم في العصب ثلاثي التوائم أو العصب الخامس.
على الرغم من كونها حميدة إلا أنه توجد حالات نادرة لنمو أورام سرطانية من الكيسة البشرانية.

## السبب
سبب حدوثها هو انغراس طبقة البشرة في طبقة الأدمة كما في حالات الجراحة أو في الصدمات. يمكن أن تتسبب أيضاً نتيجة انسداد مسام بجانب مكان فيه ثقب جسدي. توجد أيضاً مع متلازمات غاردنر وسرطانة الخلية القاعدية الوحمانية. على الرأس والرقبة. يمكن أن يحدث لها عدوى وتتحول إلى ما يشبه البثرة.

## التشخيص

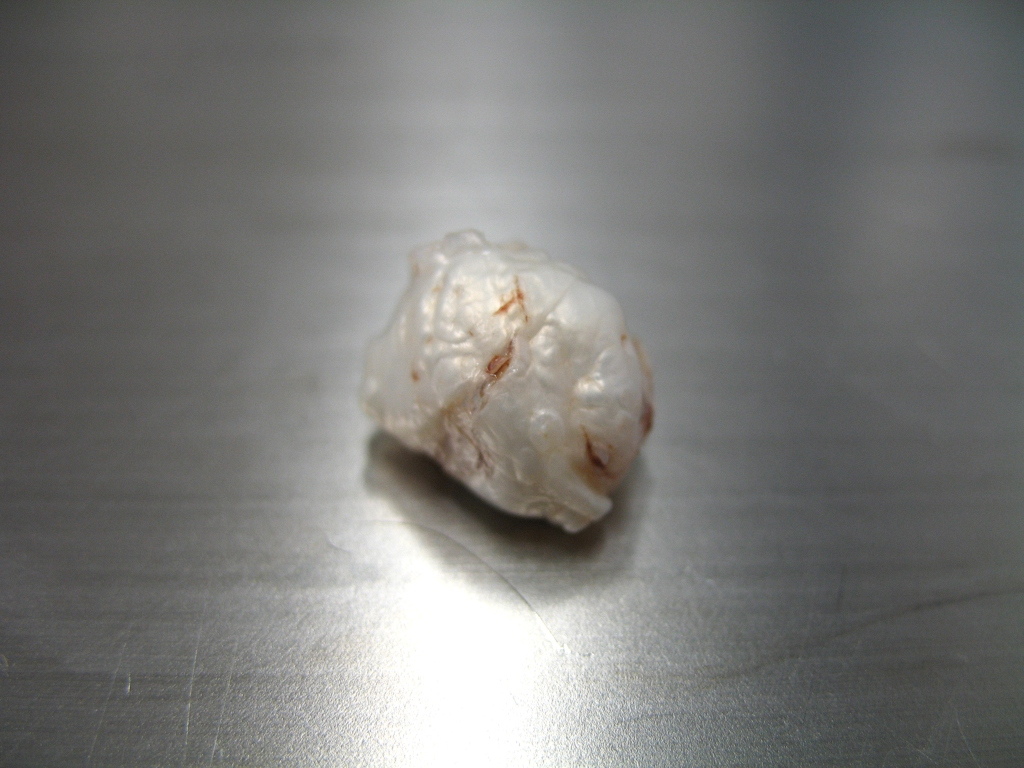
كيسة بشرانية تم اسئصالها

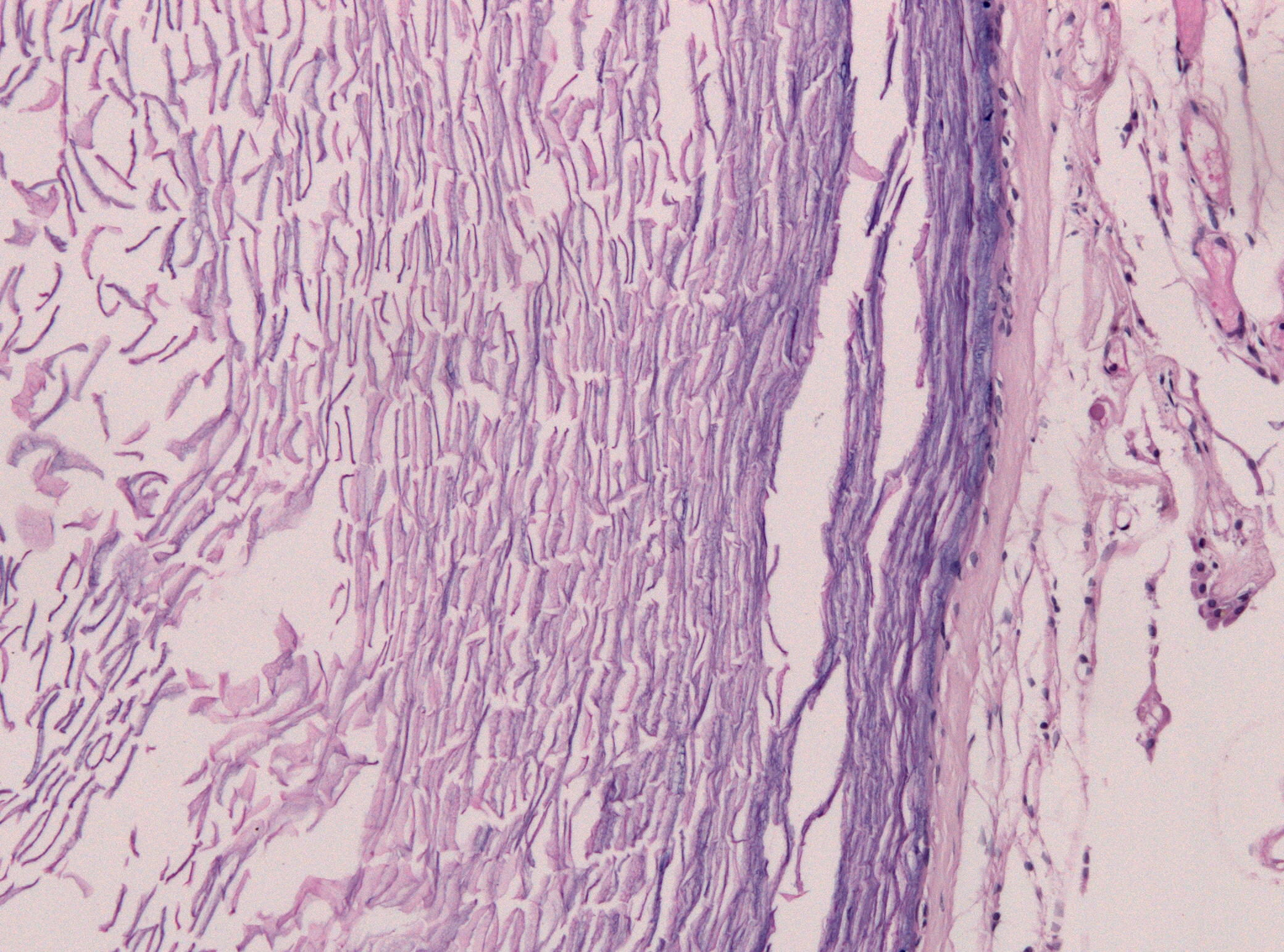
صورة مجهرية للكيسة البشرانية تظهر الظهارة والكيراتين الصفاحي

يتم تشخيص الكيسات البشرانية عندما يلاحظ الشخص وجود بروز على الجلد مما يجعله يلجأ لأخذ رأي طبي. التشخيص التأكيدي يتم بناءاً على الفحص المجهري للكيسة بعد الاستئصال بواسطة اختصاصيوا الباثولوجيا، حيث تظهر الكيسة مبطنة بظهارة القرنية وتحتوي على كيراتين صفاحي بدون وجود تكلسات.

## العلاج
يمكن ازالتها عن طريق الاستئصال الجراحي.